# 阿夸凱塔河

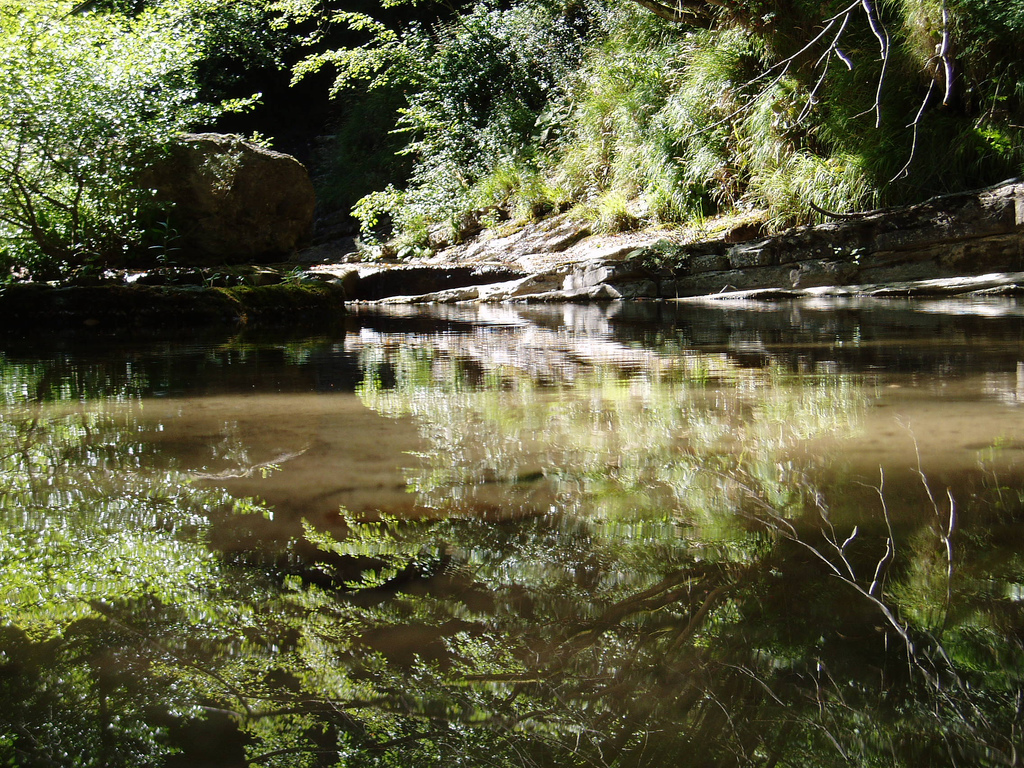

阿夸凱塔河是意大利的河流，位於該國北部費利-切塞納省，屬於蒙托內河的支流，發源自聖戈登佐，河道上的瀑布現時成為熱門的旅遊景點。